# Линексер
Линексе́р (фр. Linexert) — коммуна во Франции, находится в регионе Франш-Конте. Департамент — Верхняя Сона. Входит в состав кантона Сен-Совёр. Округ коммуны — Люр.
Код INSEE коммуны — 70304.

## География
Коммуна расположена приблизительно в 330 км к востоку от Парижа, в 70 км северо-восточнее Безансона, в 28 км к северо-востоку от Везуля.

## Население
Население коммуны на 2010 год составляло 131 человек.
| 1962 | 1968 | 1975 | 1982 | 1990 | 1999 | 2010 |
| ---- | ---- | ---- | ---- | ---- | ---- | ---- |
| 88   | 79   | 96   | 129  | 140  | 139  | 131  |

## Экономика
В 2010 году среди 80 человек трудоспособного возраста (15—64 лет) 55 были экономически активными, 25 — неактивными (показатель активности — 68,8 %, в 1999 году было 67,1 %). Из 55 активных жителей работали 51 человек (27 мужчин и 24 женщины), безработных было 4 (2 мужчины и 2 женщины). Среди 25 неактивных 5 человек были учениками или студентами, 14 — пенсионерами, 6 были неактивными по другим причинам.

## Фотогалерея
- Мэрия
- Карта коммуны